# Massimo Ambrosini
Massimo Ambrosini (Pesaro, 29 de maig de 1977), és un futbolista italià que actualment juga de migcampista a l'AC Milan de la Serie A d'Itàlia i a la selecció de futbol d'Itàlia.

## Trajectòria

### AC Cesena
Va començar la seva carrera a l'AC Cesena que jugava a la Serie A. Va jugar 25 partits amb el club i va marcar 1 gol.

### AC Milan
A la temporada 1994/1995 l'AC Milan obté els seus servicis encara que a la temporada següent és cedit al Vicenza, ajudant a l'equip a mantenir-se a la primera divisió italiana.
Va tornar a l'equip rossonero a la temporada 1997/1998, l'equip milanés va acabar a la decena posició a la Serie A i va perdre la final de la Coppa Italia que va jugar contra la SS Lazio amb un resultat global de 3-2, va jugar la final de la Lliga de Campions de la UEFA de la temporada 2006-2007 on el seu equip va acabar guanyant el trofeu amb un resultat de 2-1, amb dos gols de Filippo Inzaghi.
És el capità de l'equip des que Paolo Maldini es va retirar a la temporada 2008/2009.
Amb l'equip rossonero ha guanyat 4 Serie A, 1 Coppa Italia, 2 Supercopes d'Italia, 2 Lliga de Campions de la UEFA, 2 Supercopes d'Europa i 1 Campionat del Món de Clubs de futbol.

## Internacional
Ha jugat 35 partits amb la selecció azzurra i ha participat en l'Eurocopa 2008, on la selecció de futbol d'Itàlia va ser eliminada als quarts de final, ja que va perdre als penals contra la selecció de futbol d'Espanya.